# World Plumbing Council
World Plumbing Council er en international organisation, hvis mål er at promovere og udvikle image og standarder for den verdensomspændende industri for blikkenslagerarbejde.
Deres erklærede mission er: "to unite the world plumbing industry to safeguard and protect the environment and the health of nations, for the benefit of all."
The 8th World Plumbing Conference blev afholdt i Calgary, Canada i september 2008.